# جک فورت
جک فورت (به انگلیسی: Jack Fort) بازیکن فوتبال زادهٔ ۱۵ آوریل ۱۸۸۸ اهل کشور انگلستان بود که سابقهٔ بازی در تیم ملی فوتبال انگلستان را در کارنامهٔ خود دارد. وی در تاریخ ۲۱ مه ۱۹۲۱ تنها بازی ملی خود را در مقابل تیم ملی فوتبال بلژیک انجام داد.